# Oleg Tolmačov
Oleg Vasiljevič Tolmačov (rusko Олег Васильевич Толмачёв), ruski hokejist in hokejski trener, * 19. avgust 1919, Novosibirsk, Rusija, † 1. januar 2008, Moskva, Rusija.
Tolmačev je med sezonama 1946/47 in 1956/57 igral za klub Dinamo Moskva v sovjetski ligi. V sezonah 1946/47 in 1953/54 je osvojil naslova sovjetskih prvakov, skupno pa je v sovjetski ligi odigral 149 tekem, na katerih je dosegel 45 golov, klub pa je njegov dres s številko 2 upokojil. Takoj po končani karieri je postal trener kluba Dinamo Moskva, ki ga je vodil med sezonama 1957/58 in 1961/62.